# Verbal Abuse
A Verbal Abuse (jelentése: Szóbeli bántalmazás) nevű amerikai hardcore punk zenekar 1981-ben alakult meg a texasi Houston-ban. Később áttették székhelyüket San Franciscóba, jelenleg a kaliforniai Oaklandből működnek. Az együttes a hardcore punk korai képviselőinek egyike közé tartozik. A Slayer zenekar három dalukat is feldolgozta az Undisputed Attitude albumukon: az I Hate You-t, a Disintegration/Free Money-t illetve a Verbal Abuse/Leeches-t. A zenekar később áttért a crossover thrash műfajra is. Egészen a mai napig aktívak, habár az évek során egyszer már feloszlottak, 1995-ben. 2004 óta azonban megint együtt vannak.

## Tagok
- Nicki Sicki
- Dave Chavez
- Scott Stanton
- Geza Szent-Galy

## Diszkográfia
Stúdióalbumok
- Just An American Band (1983)
- Rocks Your Liver (1986)
- Of America (1990)
- Red, White and Violent (1995)

Az első két lemezt 2002-ben és 2006-ban felújított változatban újból kiadták.